# Le Grenier aux trésors (spectacle)
Albums de Chantal Goya
L'étrange histoire du château hanté
(1989 et 2010) Les aventures fantastiques de Marie - Rose
(2015 - 2016)

Le Grenier aux trésors est une comédie musicale pour enfants écrite et mise en scène par Jean-Jacques Debout et jouée par Chantal Goya en 1997 et 1998.

## Argument
L'action se déroule sur une île imaginaire baptisée l'Île Flottante, située entre l'Angleterre et la France. Sur la place du village, la statue du commandant Jean Bobine veille sur les habitants. Pourtant, une pieuvre géante terrorise les villageois. Le monstre détient Marie-Rose. N'écoutant que son courage, Jean Bobine la délivre et la ramène sur l'île. Enfin en sécurité, Marie-Rose rejoint les enfants du village ainsi que ses amis. Elle parvient à se procurer la clé du grenier enchanté dans lequel elle emmène les enfants afin qu'ils s'amusent. Mais ils devront également libérer le grenier de l'araignée qui y a élu domicile.

## Chansons

### Première Partie
1. Ouverture
2. Courage matelots
3. Jean Bobine
4. Coco mon p'tit perroquet
5. Une autruche...deux autruches
6. L'alphabet en chantant
7. Ma petite colombe
8. Rap de Jean Bobine
9. Dans la forêt de Brocéliande
10. Mais en attendant Maître Renard
11. Vous les pingouins
12. Rêver d'un grenier aux trésors

### Deuxième Partie
1. Ouverture
2. Entrez mes petits amis
3. Pin-Pin le réveil matin
4. La cuisinière infernale
5. Je suis une malle incroyable
6. Medley (Un lapin, Snoopy, Pandi-Panda, Bécassine, Monsieur le Chat Botté)
7. Le lit qui se Déglingue
8. Tourne ma robe
9. Je suis Carmen l'araignée
10. Ma petite colombe (reprise)
11. Les anges de la liberté
12. Chante, la vie est belle
13. Orchestral "Rêver d'un grenier aux trésors"

## Fiche technique
- Mise en scène : Jean-Jacques Debout
- Paroles et Musique : Jean-Jacques Debout
- Décors et personnages : Pierre Simonini
- Régie lumières : Roger Ragoy
- Régie son : Raymond Urman
- Chorégraphies : Jean-Paul Morillon

## Autour du spectacle
- Les premières représentations ont eu lieu à Paris, au Casino de Paris, du 19 novembre au 28 décembre 1997 puis du 16 au 19 décembre 1998 au Théâtre de l'Empire.
- La chanson "Dans la forêt de Brocéliande" ne fait pas partie de l'album studio du même nom et était réservée aux représentations du spectacle. Elle a toutefois été intégrée dans une nouvelle version au tracklisting de l'album Au Pays des Étoiles sorti en 2006.

## Supports

### Vidéo
En VHS : 
- Le Grenier aux Trésors a été édité en VHS par GCB Médias.

En DVD :
- Le Grenier aux Trésors a été édité en DVD par GCB Médias.